# Hisashi Ohashi
Hisashi Ohashi (født 1. december 1996) er en japansk fodboldspiller, som spiller for den japanske fodboldklub Zweigen Kanazawa.